# Foolish Memories
Foolish Memories è un album di Art Farmer, pubblicato dalla Bellaphon Records nel 1981. Il disco fu registrato il 6 e 7 agosto del 1981 al Schmettersound Studios di Vienna (Austria).

## Tracce
Lato A
1. Larry's Delight – 6:44 (Fritz Pauer)
2. In a Sentimental Mood – 8:02 (Duke Ellington)
3. Al-Leu-Cha – 4:19 (Charlie Parker)

Lato B
1. Foolish – 6:30 (Fritz Pauer)
2. D's Dilemma – 5:57 (Mal Waldron)
3. Farmer's Market – 5:44 (Art Farmer)

## Musicisti
- Art Farmer - flicorno
- Fritz Pauer - pianoforte
- Harry Sokal - sassofono tenore
- Heiri Känzig - basso
- Joris Dudli - batteria